# アイ・ウォント・アウト
「アイ・ウォント・アウト」（I Want Out）は、ドイツのヘヴィメタル・バンド、ハロウィンが1988年のアルバム『守護神伝 -第二章-』で発表した楽曲。同年、バンドにとって4作目のシングルとしてリリースされた。

## 解説
1991年8月21日に発表したベスト・アルバム『ベスト・レスト・レア(The Best The Rest The Rare)』にも収録されている。2009年に発表した『アンアームド』では「DR. STEIN」同様アコースティック・ヴァージョンで収録されている。
この曲は、カイ・ハンセンが後に結成したガンマ・レイのライヴでも演奏された。映像作品『ヘディング・フォー・ジ・イースト〜ライヴ・イン・トーキョー』には、ラルフ・シーパースがリード・ボーカルを担当したライヴ映像が収録され、ライヴ・アルバム『ヘル・ヤー!!! - ライヴ・イン・モントリオール -』には、ハンセンがリード・ボーカルを担当したライヴ音源が収録された。

## 収録曲
1. アイ・ウォント・アウト -  I Want Out
  - 作詞・作曲：カイ・ハンセン
2. セイヴ・アス - Save Us
  - 作詞・作曲：カイ・ハンセン
3. ドント・ラン・フォー・カヴァー - Don't Run For Cover
  - 作詞・作曲：マイケル・キスク

## 演奏メンバー
- Vo.マイケル・キスク
- Gu.カイ・ハイセン
- Gu.マイケル・ヴァイカート
- Ba.マーカス・グロスコフ
- Dr.インゴ・シュビヒテンバーグ

## カヴァー

### ハンマーフォール
ハンマーフォールは1999年に「アイ・ウォント・アウト」のカヴァーをシングルとして発表した。このカヴァーでは、作者のカイ・ハンセンもゲスト参加してボーカル、ギター、キーボードを担当しており、また、U.D.O.のウド・ダークシュナイダーもバッキング・ボーカルで参加した。「アイ・ウォント・アウト」およびカップリング曲「Man on the Silver Mountain」（レインボーのカヴァー）はハンマーフォールのスタジオ・アルバムには未収録で、いずれも後にカヴァー・アルバム『マスターピーシズ』（2008年）に収録された。

### その他
- ソナタ・アークティカ - EP『サクセサー』（2000年）およびトリビュート・アルバム『キーパーズ・オブ・ジェリコ〜トリビュート・トゥ・ハロウィン〜』（2000年）に収録。
- 小野正利 - カヴァー・アルバム『The Voice -Stand Proud!-』（2011年）に収録。